# Straight Shooter (Beverly Hills, 90210)
Straight Shooter is de eenentwintigste aflevering van het zevende seizoen van het tienerdrama Beverly Hills, 90210, die voor het eerst werd uitgezonden op 26 februari 1997.

## Verhaal
Brandon, Steve en Dick willen meedoen aan een driemantoernooi, een basketbal wedstrijd met drie man tegen drie man. Brandon maakt zich alleen zorgen of Dick zich kan inhouden met het roken van joints. Dick vertelt hem dat hij het onder controle heeft en dat hij zich geen zorgen hoeft te maken. Als het toernooi begint dan gooien ze meteen hoge ogen met hun spel en zijn tevreden met het resultaat. Die avond gaan ze stappen met de dames in de After Dark en dan heeft Dick cocaïne bij die hij wil delen met Steve. Steve is op begin niet enthousiast maar gaat toch overstag en wil het na Dick ook wel proberen. Steve vindt Dick later op het toilet in bewusteloze toestand. Dick heeft een overdosis genomen en overlijdt daar aan, Steve kan dit niet bevatten en raakt in een soort of shock. Als Dick is meegenomen door de ambulance komt de politie die Valerie en David meenemen naar het bureau, dit omdat er drugs is gebruikt in hun club. Hier baalt Valerie van omdat net op deze avond een grote tijdschrift een reportage kwamen maken van de club, en dit zal een negatieve reclame geven.
Kelly en Clare hebben besloten om een paar dagen naar een luxe hotel te gaan en komen daar twee jongens tegen die de dames wel zien zitten. Clare wil een grap uithalen en ze doen zich voor als leden van een volksdansgroep uit Oekraïne. De heren trappen hierin en dit houden ze het hele weekend vol. Als Clare een telefoontje krijgt en hoort wat er gebeurd is met Dick valt ze uit haar rol en de heren horen dit aan. Ze zijn niet blij met deze grap en lopen weg, Kelly en Clare zijn ontsteld over het gebeurende met Dick.
Steve is ontsteld na het gebeuren en wil naar drugs grijpen, gelukkig is Brandon in de buurt om hem te stoppen. Clare is weer terug en wil hem steunen in zijn strijd tegen zijn verdriet. Als ze bij de club komen zien ze dat er een herinneringsplek is gemaakt voor Dick. Steve ziet een wietpijp staan en is hier boos over en vertelt de aanwezige dat drugs een stom iets is en dat hij dit nu ook inziet.
Donna zoekt David op en ze praten over hun relatie en willen dat het weer goed komt. Donna zoekt Cliff op om hem te zeggen dat zij voor David kiest, niet wetende dat haar moeder hem uit heeft genodigd voor een brunch op de boot van de familie Martin. Donna is hier niet blij mee maar gaat er toch naartoe en merkt dat Felice hen wil koppelen. David gaat vanaf het politiebureau rechtstreeks naar de boot om Donna voor hem te winnen. Donna zegt tegen Cliff dat het haar spijt en rent naar David en vallen in elkaars armen.

## Rolverdeling
- Jason Priestley - Brandon Walsh
- Jennie Garth - Kelly Taylor
- Ian Ziering - Steve Sanders
- Brian Austin Green - David Silver
- Tori Spelling - Donna Martin
- Tiffani Thiessen - Valerie Malone
- Joe E. Tata - Nat Bussichio
- Kathleen Robertson - Clare Arnold
- Michael Durrell - Dr. John Martin
- Jill Novick - Tracy Gaylian
- Katherine Cannon - Felice Martin
- Dan Gauthier - Dick Harrison
- Greg Vaughan - Cliff Yeager
- Julie Nathanson - Ellen Fogerty